# Libyens anciens
Pour les articles homonymes, voir Libyque (homonymie).
Les Libyens anciens, Libyens ou Libyques étaient les peuples indigènes de la Libye antique, région d'Afrique du Nord située à l'ouest de l'Égypte antique, à partir de la rive ouest de la vallée du Nil. Ils sont les ancêtres des actuels Berbères. Les plus anciennes attestations de ces populations se trouvent en Égypte. Le terme désignait initialement les tribus indigènes de Cyrénaïque et de ses environs, connues notamment sous l'appellation de Lebou/rbw, terme qui sera repris par les Grecs et dans les représentations rupestres du Sahara central.

## Représentations

Le Monde d'après Hérodote. Sur cette image Libye désigne le continent dont le nom est tiré du nom de la région.

Des représentations de Libyens se retrouvent parmi certaines fresques égyptiennes comme celles du tombeau de Séthi Ier : on y voit quatre chefs Libyens coiffés de plumes d'autruche. Les peintures de l'Égypte antique les représentent avec la peau claire, ce qui correspond aux descriptions des auteurs de la Grèce antique, certains évoquant l'existence de Libyens aux yeux bleus et aux cheveux blonds.
Il existe des peintures de Libyens dits « sahariens » sur les parois du Sahara central. Leur représentation est très proches des Libyens orientaux voisins de la vallée du Nil.

## Origine
Leur origine est sujette à débat.
Des auteurs grecs et latins présentent des mythes d'origine sur les Libyens dans lesquels ceux-ci - ou certains d'entre eux - seraient notamment des descendants de rescapés troyens,,, d'Olbiens et de Mycéniens menés en Afrique par Hercules, de Mèdes, d'Indiens, de Perses, d’Arméniens,, Cananéens, Philistins voire de Koushites.
Cependant, selon d'autres versions, notamment archéologiques, ils seraient descendants des paléo-berbères mechtoïdes qui étaient déjà sur place dans la région préhistorique correspondant à l'actuel Maghreb, liés aux industries paléolithiques des Capsiens et aux Ibéromaurusiens qui les ont précédés.

## Peuples libyques

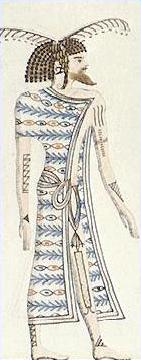
Reproduction d'un ancien libyen tel que représenté sur les parois de la tombe du pharaon Séthi Ier.

Les Libyens sont mentionnés par les Égyptiens anciens, qui évoquent l'existence de diverses tribus ou confédérations libyques telles que les Libou, les Mâchaouach, les Tehenou et les Temehou.
Les Libyens sont également mentionnés par les Grecs anciens, tels Hérodote au Ve siècle avant notre ère, dans son œuvre : l'historien grec y évoque une multitude de peuples libyques autochtones nomades, semi-nomades, et sédentaires. La langue libyque et la culture semblaient créer une certaine unité entre ces peuples mais on peut dégager deux ensembles dans les populations libyques :
- un premier ensemble de peuples plutôt mal repérés et localisés par les auteurs anciens, portant différents noms : les Nasamons, les Atlantes, les Baquates, les Bavares, les Suburbures, les Musulames, les Gétules[17], les Garamantes, les Austuriens, etc.
- un deuxième ensemble qui comprend les Maures et les Numides, ces derniers étant divisés en Massyles et Massæsyles.

Ces divers peuples libyques étaient organisés sur un mode généralement tribal ou confédérationnel, avec un chef, un roi ou une reine à leur tête, mais certains (Maures et Massyles notamment) ont su développer une organisation plus élaborée.
On parle aussi parfois de Libophéniciens (ou Libyphéniciens, ou Libyophéniciens) pour désigner les populations de la région de Carthage, dans l'actuelle Tunisie, proches des ancêtres des actuels Berbères mais qui se sont assimilées aux Phéniciens durant l'ère carthaginoise (par mariage intercommunautaire ou acculturation).

## Polysémie du terme «Libyens»
- Chez les Grecs, avec Hécatée de Millet et Hérodote, le terme « Libyens » désignait l'ensemble des habitants d'Afrique du Nord vivant à l'ouest de la vallée du Nil et au Nord de l'Éthiopie antique[19].
- Chez Salluste, le terme désigne particulièrement les habitants situés entre le pays des Gétules (Gétulie) et la mer Méditerranée, c'est-à-dire les actuelles Libye et Tunisie[20]. Il distingue les Libyens des Gétules.
- Occasionnellement le terme ne fut utilisé que dans un cadre strictement géographique comme dans le cas de Sophocle qui qualifie deux auriges grecs de Cyrénaïque comme « libyens »[21] ou Pausanias qui mentionne un « trésor des Libyens » à Olympie alors qu'il s'agissait d'un trésor des grecs de Cyrénaïque[22].
- Dans le contexte des guerres puniques, le terme en est venu à désigner spécifiquement les populations africaines sujettes de Carthage qui fournissaient de nombreux contingents à celle-ci[23]Mais très vite le terme finit par inclure les carthaginois dans la terminologie grecque[24].

### Culture
Les représentations égyptiennes montrent que, parmi les tribus libyennes, seuls les chefs étaient tatoués et portaient des plumes. De plus, les Libyens semblent avoir fait un usage important de chars (biges et quadriges) figurés notamment en Égypte et dans le Tassili ; Hérodote affirmera même que c'est des Libyens que les grecs apprirent à atteler quatre chevaux.
Hérodote subdivise cette population en deux groupes : les uns nomades et principalement localisés le long de la côte de Cyrénaïque et de la Tripolitaine , les autres sédentaires et cultivateurs vivant au-delà du lac Triton, en Tunisie actuelle.

## Langue
Le libyque est aussi appelé proto-berbère. Existent de même les appellations berbère ancien[réf. nécessaire] et libyque ancien.
Cette langue est attestée au moins jusqu'à la fin de la période romaine, avec par exemple les inscriptions, datant de 201, sur les parois du fort de Bu Njem, au sud-est de la Medjadja, ou les signes gravés sur un vase à Tiddis au IVe siècle[réf. nécessaire].
Cette persistance s'explique sans doute par le fait que les Romains ont eu du mal à comprendre et à parler le libyque. Pline l'Ancien évoque des « noms imprononçables par d'autres bouches que celles des indigènes ».
Pour cette période tardive, on parle de néo-libyque afin de marquer l'évolution de la langue, notamment sous l'influence punique.

## Écriture

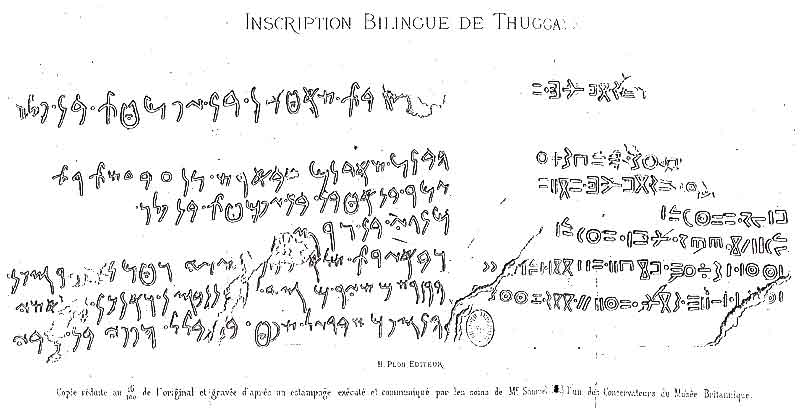
Inscription bilingue (punique à gauche et libyque à droite) de Dougga en Tunisie.

Le libyque utilisait un alphabet consonantique, ancêtre du tifinagh actuel que les Touaregs ont conservé et dont une variante est officiellement utilisée en Algérie et au Maroc. Même si certaines influences puniques sont décelables, il ne semble pas que cette écriture dérive du phénicien. En effet, comme le soulignent S. Chaker et J. Onrubia Pintado, les différences étant trop importantes, le postulat d'une origine phénicienne est à rejeter,. Cependant une origine orientale reste fort probable étant donné que l'alphabet libyque partage de nombreuses similitudes avec les systèmes d'écriture archaïques du nord de l'Arabie même si certaines affinités sont aussi signalées dans le cas des écritures sudarabiques et turdétan,. Les plus anciennes traces de cette écriture remontent au IIe siècle av. J.-C. même si des datations plus anciennes avaient auparavant été proposées.
La majorité des inscriptions libyques découvertes à ce jour s'inscrivent dans un contexte funéraire et privé mais il existe néanmoins quelques inscriptions publiques, officielles et bilingues punico-libyques, comme à Dougga dans l'actuelle Tunisie. C'est notamment grâce à ces textes bilingues qu'un déchiffrement de la variante orientale (en usage en Libye et en Tunisie) de cette écriture a pu s'effectuer alors que la variante occidentale (en usage au Maroc et en Algérie) reste indéchiffrable.